# Regionalwahlen in Italien 2018
Die Regionalwahlen in Italien 2018 fanden in drei Regionen mit Normalstatut (Lombardei, Latium und Molise) und in zwei Regionen mit Spezialstatut (Friaul-Julisch Venetien und Aostatal) statt.
Die Wahl fand in der Lombardei und in Latium am 4. März, in Molise am 22. April, in Friaul-Julisch Venetien am 29. April und im Aostatal am 20. Mai.
Am 21. Oktober fanden im Trentino und in Südtirol Landtagswahlen statt.

## Zusammenfassung der Ergebnisse
| Region                             | Mitte-rechts                                                         | Mitte-links                                                          | Movimento 5 Stelle                                                   | Sonstige                                                             | Präsident vor der Wahl                                               |
| ---------------------------------- | -------------------------------------------------------------------- | -------------------------------------------------------------------- | -------------------------------------------------------------------- | -------------------------------------------------------------------- | -------------------------------------------------------------------- |
| Lombardei → Ergebnis               | Attilio Fontana 49,8 %                                               | Giorgio Gori 29,1 %                                                  | Dario Violi 17,4 %                                                   | 3,8 %                                                                | Roberto Maroni (Mitte-rechts)                                        |
| Latium → Ergebnis                  | Stefano Parisi 31,2 %                                                | Nicola Zingaretti 32,9 %                                             | Roberta Lombardi 27,0 %                                              | 8,9 %                                                                | Nicola Zingaretti (Mitte-links)                                      |
| Molise → Ergebnis                  | Donato Toma 43,7 %                                                   | Carlo Veneziale 17,2 %                                               | Andrea Greco 38,7 %                                                  | 0,4 %                                                                | Paolo Di Laura Frattura (Mitte-links)                                |
| Friaul-Julisch Venetien → Ergebnis | Massimiliano Fedriga 57,1 %                                          | Sergio Bolzonello 26,8 %                                             | Alessandro Fraleoni Morgera 11,7 %                                   | 4,4 %                                                                | Debora Serracchiani (Mitte-links)                                    |
|                                    |                                                                      |                                                                      |                                                                      |                                                                      |                                                                      |
| Aostatal → Ergebnis                | keine Direktwahl                                                     | keine Direktwahl                                                     | keine Direktwahl                                                     | keine Direktwahl                                                     | keine Direktwahl                                                     |
| Trentino-Südtirol                  | siehe: Landtagswahl im Trentino 2018 – Landtagswahl in Südtirol 2018 | siehe: Landtagswahl im Trentino 2018 – Landtagswahl in Südtirol 2018 | siehe: Landtagswahl im Trentino 2018 – Landtagswahl in Südtirol 2018 | siehe: Landtagswahl im Trentino 2018 – Landtagswahl in Südtirol 2018 | siehe: Landtagswahl im Trentino 2018 – Landtagswahl in Südtirol 2018 |